# Улянівка (Великобуялицька сільська громада)
Уля́нівка — село Великобуялицької сільської громади у Березівському районі Одеської області, Україна. Населення становить 145 осіб.

## Населення
Згідно з переписом 1989 року населення села становило 146 осіб, з яких 65 чоловіків та 81 жінка.
За переписом населення 2001 року в селі мешкали 142 особи.

### Мова
Розподіл населення за рідною мовою за даними перепису 2001 року:
| Мова       | Відсоток |
| ---------- | -------- |
| українська | 47,59 %  |
| російська  | 26,9 %   |
| болгарська | 20,69 %  |
| молдовська | 2,76 %   |
| гагаузька  | 0,69 %   |